# 中国健康教育中心
中国健康教育中心是中华人民共和国国家卫生健康委员会直属事业单位。

## 历史沿革
前身是1986年4月成立的中国健康教育研究所。2001年12月，更名为中国疾病预防控制中心健康教育所。2008年9月，更名为中国健康教育中心，加挂卫生部新闻宣传中心牌子。